# Pinus dalatensis
Pinus dalatensis ist ein großer, immergrüner Nadelbaum aus der Gattung der Kiefern (Pinus) mit zu fünft wachsenden, meist 5 bis 10 Zentimeter langen Nadeln. Die Samenzapfen erreichen eine Länge von 6 bis 23 Zentimetern. Das natürliche Verbreitungsgebiet liegt in Vietnam und in Laos. Die Erstbeschreibung erfolgte erst im Jahr 1960 an Exemplaren, die nahe der Stadt Đà Lạt gefunden wurden. Erst 1999 wurden weitere Standorte entdeckt. Es werden zwei Unterarten und zwei Varietäten unterschieden. Pinus dalatensis wird in der Roten Liste der IUCN als gering gefährdet eingestuft.

## Beschreibung

### Erscheinungsbild
Pinus dalatensis wächst als immergrüner, meist bis 30 selten bis 40 Meter hoher Baum. Der Stamm ist gerade und säulenartig und erreicht einen Brusthöhendurchmesser von bis zu 2 seltener bis zu 2,5 Metern. Die Stammborke ist anfangs glatt und rötlich braun und wird später rau und schuppig und bricht in kleine, graubraune Platten auf. Die Äste haben eine glatte Borke, stehen weit ausladend und verkürzen sich mit der Zeit. Die Krone ist anfangs konisch und bei älteren Bäumen breit kuppelförmig oder schirmförmig. Benadelte Zweige sind dünn und glatt. Junge Triebe sind kahl oder behaart, anfangs häufig glauk oder bereift und später blass braun bis rötlich braun.

### Knospen und Nadeln
Die vegetativen Knospen sind klein, 6 bis 12 Millimeter lang, konisch oder eiförmig, spitz und nicht harzig. Die Niederblätter wachsen angedrückt und sind orangebraun. Die Nadeln wachsen zu fünft in einer früh abfallenden, 1 bis 1,5 Millimeter langen, basalen Nadelscheide. Die Nadeln sind grün oder glauk, gerade und nicht hängend, dünn und biegsam, selten ab 3 meist 5 bis 10 und selten bis 14 Zentimeter lang und 0,6 bis 1 selten bis 1,2 Millimeter breit. Der Nadelrand ist meist sehr fein gesägt, das Ende spitz. Die beiden adaxialen Seiten tragen dünne Spaltöffnungslinien. Es werden zwei Harzkanäle gebildet. Die Nadeln bleiben zwei bis drei Jahre am Baum.

### Zapfen und Samen
Die Pollenzapfen wachsen spiralig angeordnet in kleinen Gruppen an der Basis junger Triebe. Sie sind 20 Millimeter lang, gelb und eiförmig bis kurz-zylindrisch.
Die Samenzapfen wachsen einzeln oder in Wirteln zu zweit oder dritt auf kräftigen, 1 bis 4 Zentimeter langen, schuppigen Stielen, anfangs aufgerichtet und voll ausgewachsen hängend. Sie sind anfangs grün, bei Reife matt oder glänzend braun und harzig. Die Größe der Zapfen variiert stark, sie sind zwischen 6 und 23 Millimeter lang, zylindrisch oder ellipsoid, gerade oder gebogen, und geöffnet 5 bis 9 Zentimeter breit. Die Zapfen öffnen sich weit, fallen jedoch erst einige Zeit nach der Samenabgabe mit dem Stiel vom Baum. Die Zahl der Samenschuppen hängt von der Zapfengröße ab, Eckenwalder gibt die Zahl mit etwa 75 an. Die Samenschuppen sind flach oder bootähnlich geformt, dünn holzig und biegsam. Die basalen Schuppen wachsen angedrückt, nur wenige sind zurückgebogen. Die Apophyse ist groß, dünn oder nur etwas verdickt, im Umriss mehr oder weniger rhombisch oder mit abgerundetem oberen (distalen) Rand, gerade oder etwas eingebogen, und zum Umbo hin gestreift oder gerillt. Der Umbo liegt terminal. Er ist rautenförmig, 4 bis 10 Millimeter breit, eingesenkt, flach oder stumpf abstehend.
Die Samen und besonders die Samenflügel variieren in der Größe ähnlich wie die Samenschuppen. Die Samen sind maximal 8 bis 10 Millimeter lang. Der Samenflügel ist 20 bis 30 Millimeter lang, 10 Millimeter breit und häufig dunkel längsgestreift.

## Verbreitung, Ökologie und Gefährdung
Das natürliche Verbreitungsgebiet von Pinus dalatensis liegt im zentralen Hochland von Vietnam in den Provinzen Binh Tri Thien (inzwischen in die drei Provinzen Quảng Bình, Quảng Trị, Thừa Thiên-Huế geteilt), Đắk Lắk, Gia Lai, Lâm Đồng und in Laos im geschützten Nakai–Nam-Theun-Gebiet. Die Art wächst im Gebirge in Höhen von 1400 bis 2300 Metern im immergrünen, tropischen Wald. Das Verbreitungsgebiet wird der Winterhärtezone 10 zugerechnet mit mittleren jährlichen Minimaltemperaturen zwischen −1,1 und +4,4 °C (30 bis 40 °F).
Pinus dalatensis wächst in kleinen Gruppen von einigen wenigen bis etwa 30, nach anderen Angaben 300 Exemplaren umgeben von immergrünen Bedecktsamern, meist Vertretern der Buchengewächse (Fagaceae) und  Lorbeergewächse (Lauraceae). Sie wächst häufig auf felsigem Untergrund und auf steilen Bergrücken, wo die Konkurrenz durch Laubbäume geringer ist. Unter günstigeren Bedingungen, beispielsweise auf flachen Bergzügen oder in Gebirgsausläufern in der Nähe von Flüssen, erreicht sie eine große, herausragende Wuchshöhe. Man findet sie zusammen mit anderen Nadelbäumen wie Pinus krempfii, der Fujian-Zypresse (Fokienia hodginsii) und im südlichsten Teil des Zentralgebirges mit der Breiten Harzeibe (Dacrydium elatum). Pinus dalatensis schafft es rasch, das Kronendach zu erreichen, ist also halb schattentolerant. Jedoch brauchen die Sämlinge viel Licht, daher muss es zu einer Störung der Kronendecke kommen, damit sich die Art erfolgreich fortpflanzen kann.
In der Roten Liste der IUCN wird Pinus dalatensis als gering gefährdet („Near Threatened“) eingestuft. Das Verbreitungsgebiet erstreckt sich über etwa 20.000 Quadratkilometer, wobei die Art tatsächlich an weniger als 10 Standorten auf nur etwa 2000 Quadratkilometer auftritt. Zusätzlich gehen die Bestände auch etwas zurück. Dieser Rückgang ist jedoch gering und die Bestände befinden sich in weit entfernt von größeren menschlichen Siedlungen und sind daher relativ ungestört. Außerdem besteht die Möglichkeit, weitere Bestände zu entdecken, daher wurde die Art als gering gefährdet und nicht als gefährdet („vulnerable“) eingestuft. Pinus dalatensis war bis 1999 nur von einem Standort nahe der Stadt Đà Lạt bekannt, seitdem wurden weitere Bestände in verschiedenen deutlich weiter nördlich liegenden Provinzen entdeckt und ein weiterer Fundort in Laos im südlichen Teil des Nakai–Nam Theun Schutzgebiets. Hauptbedrohung ist in niedrigeren Höhenlagen und im Süden des Verbreitungsgebiets die Umwandlung der Wälder in landwirtschaftliche Flächen und andere Infrastrukturmaßnahmen, in anderen Gebieten gefährdet das Fällen von Fujian-Zypressen (Fokienia hodginsii) auch die Bestände von Pinus dalatensis.

## Systematik und Forschungsgeschichte
Pinus dalatensis ist eine Art aus der Gattung der Kiefern (Pinus), in der sie der Untergattung Strobus, Sektion Quinquefoliae, Untersektion Strobus zugeordnet ist. Die Art wurde erst 1960 von Yvette de Ferré erstbeschrieben. Der Gattungsname Pinus wurde schon von den Römern für mehrere Kiefernarten verwendet. Das Artepitheton dalatensis verweist auf die Stadt Đà Lạt, nahe der die ersten Exemplare gefunden wurden. John Silba ordnete das Taxon unter dem Namen Pinus wallichiana var. dalatensis (Ferré) Silba als Varietät der Tränen-Kiefer (Pinus wallichiana) zu, dieser Name wird jedoch nur als Synonym verwendet.
Pinus dalatensis ist eine sehr variable Art. Es können zwei Unterarten unterschieden werden, wobei eine in zwei Varietäten geteilt wird:
- Pinus dalatensis subsp. dalatensis var. dalatensis: Junge Triebe sind unterschiedlich behaart, die Samenzapfen erreichen Längen von 6 bis 16 Zentimetern. Das Verbreitungsgebiet liegt in Vietnam in den Provinzen Binh Tri Thien, Đắk Lắk und in Lâm Đồng im Chu Yang Sinh Massiv und in der Umgebung von Đà Lạt, und in Laos im Nakai Nam Theun Schutzgebiet.
- Pinus dalatensis subsp. dalatensis var. bidoupensis Businský: Junge Triebe sind kahl, die Samenzapfen erreichen Längen von 6 bis 16 Zentimetern. Das Verbreitungsgebiet liegt in Vietnam in der Provinz Lâm Đồng am Bi Doup.[8]
- Pinus dalatensis subsp. procera Businský (Syn.: Pinus dalatensis var. procera (Businský) Aver.): Junge Triebe sind sogar meist dicht behaart und die Samenzapfen erreichen Längen von 9 bis 23 Zentimetern. Das Verbreitungsgebiet liegt in Vietnam in der Provinz Gia Lai am Ngọc Linh, in den Ngok Niay Bergen, und im Distrikt Kon Plong und möglicherweise auf der anderen Seite der Grenze in Laos.[9]

Seit 2014 kommt noch eine Varietät hinzu:
- Pinus dalatensis var. anemophila (Businský) Aver. (Syn.: Pinus anemophila Businský): Sie kommt im zentralen Laos vor.[8]

## Verwendung
Das Holz von Pinus dalatensis ist qualitativ hochwertig, doch ist die Art selten und Bäume werden eher durch Zufall gefällt. Die Holzeigenschaften ähneln denen der Tränen-Kiefer (Pinus wallichiana). Die Art wird nicht kultiviert.